# Llei d'Obediència Deguda
La Ley 23.521 o d'Obediència Deguda (Ley de Obediencia Debida, en castellà) va ser la llei promulgada a l'Argentina el 8 de juny de 1987 durant el govern del candidat radical Raúl Alfonsín que va implicar, amb l'altra llei d'impunitat promulgada durant el mateix període i coneguda com de Punt Final, l'extinció de la responsabilitat penal de nombrosos oficials i suboficials que hi havien participat en la repressió política i guerra bruta durant la dictadura militar coneguda com a Procés de Reorganització Nacional.
Aquesta llei, que va ser durament criticada pels organismes de drets humans i que va generar un important debat, va ser promulgada després dels aixecaments dels carapintadas als quals va haver de fer front Alfonsín durant el seu mandat.
Va romandre vigent fins al 3 de setembre de 2003, data en què va ser anul·lada.